# SV Brackwede (Eishockey)
Die SV Brackwede (vollständiger Name: Sportvereinigung Brackwede e. V.) ist ein Sportverein aus dem gleichnamigen Stadtteil von Bielefeld. Der Verein entstand am 25. November 1945 aus einer Fusion verschiedener Sportvereine. Die Eishockeyabteilung besteht seit 1978; die Spieler sind als die „Wölfe“ bekannt. In früheren Zeiten lautete der Spitznamen noch „Teutonen“. Die Frauenmannschaft spielte ein Jahr in der Bundesliga, während die Männer elf Jahre in der viertklassigen Regionalliga spielten.

## Geschichte

### Frauen
Über die Gründung der Frauenmannschaft ist nichts bekannt. Im Jahre 1990 qualifizierten sich die Brackwederinnen erstmals für die Relegation zur Bundesliga, scheiterte dort aber am 1. Hennefer EC Bonn und dem DEC Eishasen Berlin. Ein Jahr später erreichte Brackwede erneut die Relegation und scheiterte am Frankfurter ESC und dem 1. Hennefer EC Bonn. Schließlich schaffte das Team im Jahre 1992 den Aufstieg in die Bundesliga, als sich die Mannschaft gemeinsam mit dem Herner EV gegen Eintracht Braunschweig und dem DEC Eishasen Berlin durchsetzte.
In der Bundesligasaison 1992/93 wurden die Brackwederinnen Vorletzte, schafften aber in der folgenden Relegationsrunde sportlich den Klassenerhalt. Allerdings zog der Verein die Mannschaft aus unbekannten Gründen aus der Bundesliga zurück. Nach mehreren Jahren auf Landesebene schafften die Brackwederinnen im Jahre 2002 den Aufstieg in die 2. Bundesliga Nord. Dort wurde die Mannschaft mehrfach Vizemeister. Im Jahre 2005 hatte der ETC Crimmitschau die Nase vorne, ein Jahr später die Moskitos Essen. Schließlich wurden die Brackwederinnen im Jahre 2008 Meister der 2. Bundesliga Nord, verzichteten aber auf den Aufstieg. Ein Jahr später folgte eine erneute Vizemeisterschaft, dieses Mal hinter der 1b-Mannschaft der Bergkamener Bären.
Die Saison 2008/09 brachte den Teutoninnen die zweite Meisterschaft in der 2. Bundesliga Nord. Doch wie schon zwei Jahre zuvor verzichtete der Verein auf den Aufstieg in die Bundesliga. Als Folge brach die erfolgreiche Mannschaft auseinander und der Verein rutschte ins Mittelmaß der Liga zurück. Im Jahre 2013 musste die Mannschaft abgemeldet werden, da dem Verein nicht ausreichend Spielerinnen zur Verfügung standen. Die verbliebenen Spielerinnen wechselten daraufhin zum Lokalrivalen TSVE Bielefeld.

### Männer
Die Männermannschaft des SV Brackwede stieg zur Saison 1979/80 in die viertklassige Regionalliga West auf. Nach mehreren Jahren im Mittelfeld der Liga wechselten die Teutonen im Jahre 1984 in die Regionalliga Nord. Am Ende der Saison zogen die Brackweder in die Qualifikationsrunde zur Oberliga Nord, nachdem der ERC Westfalen Dortmund den Spielbetrieb einstellte. Dort war die Mannschaft jedoch chancenlos und schaffte nur ein Unentschieden. Die Brackweder kehrten in die Westgruppe zurück und spielten in den folgenden Jahren gegen den Abstieg. 1989 stiegen die Teutonen schließlich in den Landesverband ab, nachdem das Team sowohl in der regulären Saison als auch in der Qualifikationsrunde nur den letzten Platz belegte.
Zwei Jahre später gelang den Brackwedern der Wiederaufstieg in die Regionalliga West, dem allerdings der direkte Wiederabstieg folgte. Zwischenzeitlich bis in die Landesliga abgerutscht gehörten die Teutonen ab 2003 der Verbandsliga NRW an. Aus dieser stiegen die Brackweder im Jahre 2007 ab und blieben in der gesamten Spielzeit ohne Punktgewinn. Vor Saisonbeginn hatte die Mannschaft einige Leistungsträger an den Lokalrivalen Herforder EV verloren. Zwei Jahre später folgte der Abstieg in die Bezirksliga, der untersten Spielklasse. Dort wurde die Mannschaft Meister und gewann auch den Landesligapokal, verzichtete aber auf den Aufstieg.
Im Jahre 2012 folgte die erneute Bezirksligameisterschaft, als sich die Teutonen im Endspiel gegen den ESC Kristall Lippstadt durchsetzen konnten. Erneut wurde auf den Aufstieg verzichtet. 2014 stiegen die Brackweder in die NRW-Liga auf, kehrten aber nach dem sofortigen Wiederabstieg in die Bezirksliga zurück.
Zwischen 2018 und 2020 konnte der Verein keine Mannschaft stellen, kehrte dann aber in die Bezirksliga zurück.

## Stadien

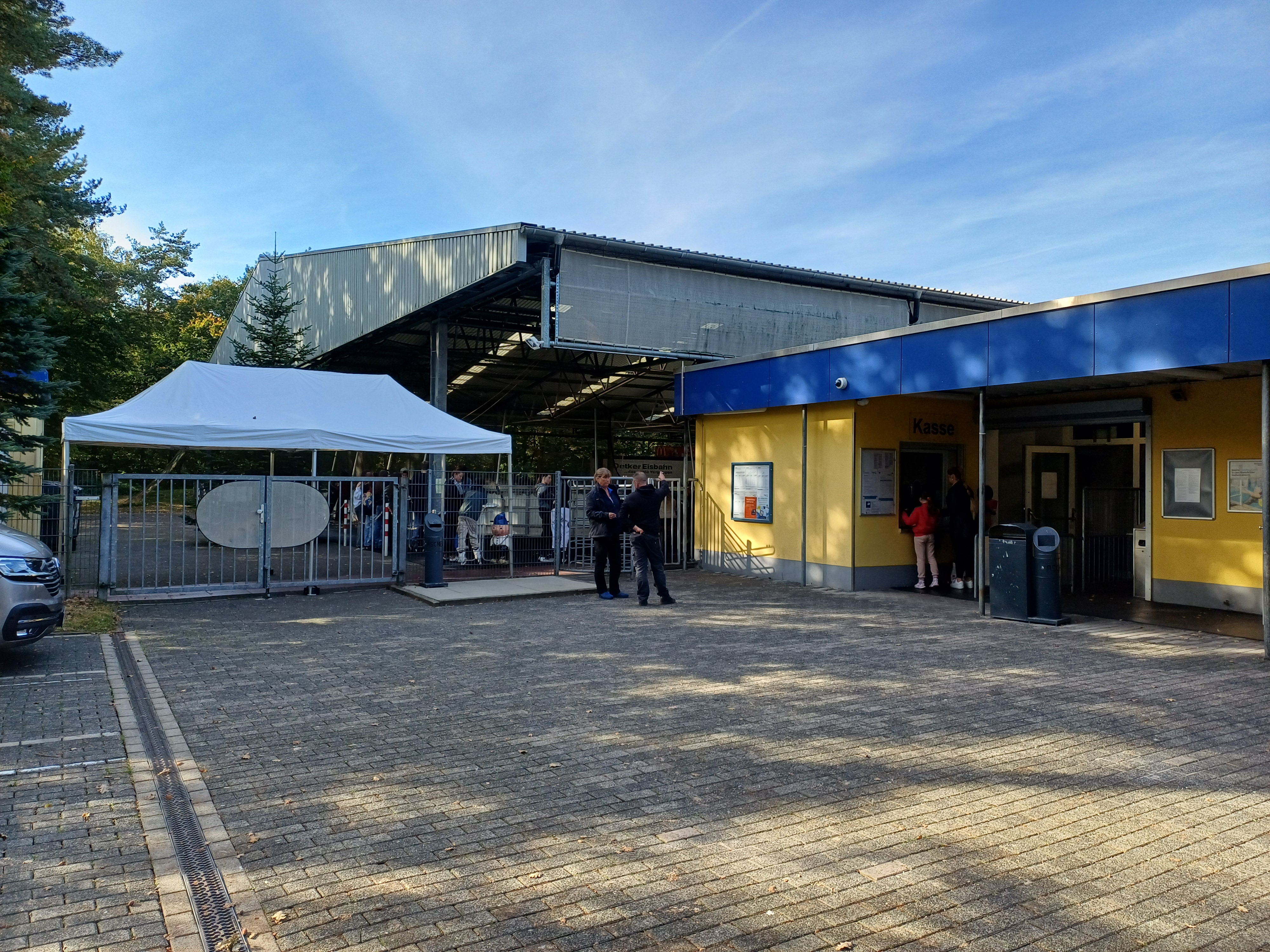
Die Oetker-Eisbahn

Der SV Brackwede spielte zunächst in der innerstädtischen Deliuseisbahn an der Werner-Bock-Straße. Das Stadion wurde Anfang der 2000er Jahre geschlossen und abgerissen. Heute spielen die Mannschaft auf der Oetker-Eisbahn im Stadtteil Brackwede. Die Eisfläche dort ist komplett überdacht, allerdings ist die Anlage zu allen Seiten hin offen.

## Persönlichkeiten
- Eugen Berger, ist Linienrichter in der Deutschen Eishockey Liga
- Frank Burchot, war Zweitligaspieler beim Herner EV
- Michael Clemens, war Zweitligaspieler beim EC Hannover
- Karsten Mende, wurde deutscher Eishockeynationalspieler[2]
- Aaron Reckers, wurde Zweitligaspieler bei den Dresdner Eislöwen